# الهام مزارعی
الهام مزارعی نویسندهٔ ایرانی کتاب‌های کودک و نوجوان است.

## جوایز
کتاب مامان کله‌دودکشی از آثار او (با تصویرگری لیدا طاهری) که در سال ۱۳۹۲ از سوی نشر کتاب‌های فندق منتشر شد، در فهرست کلاغ سفید (۲۰۱۴) قرار گرفت.